# Arquitectura merovingia

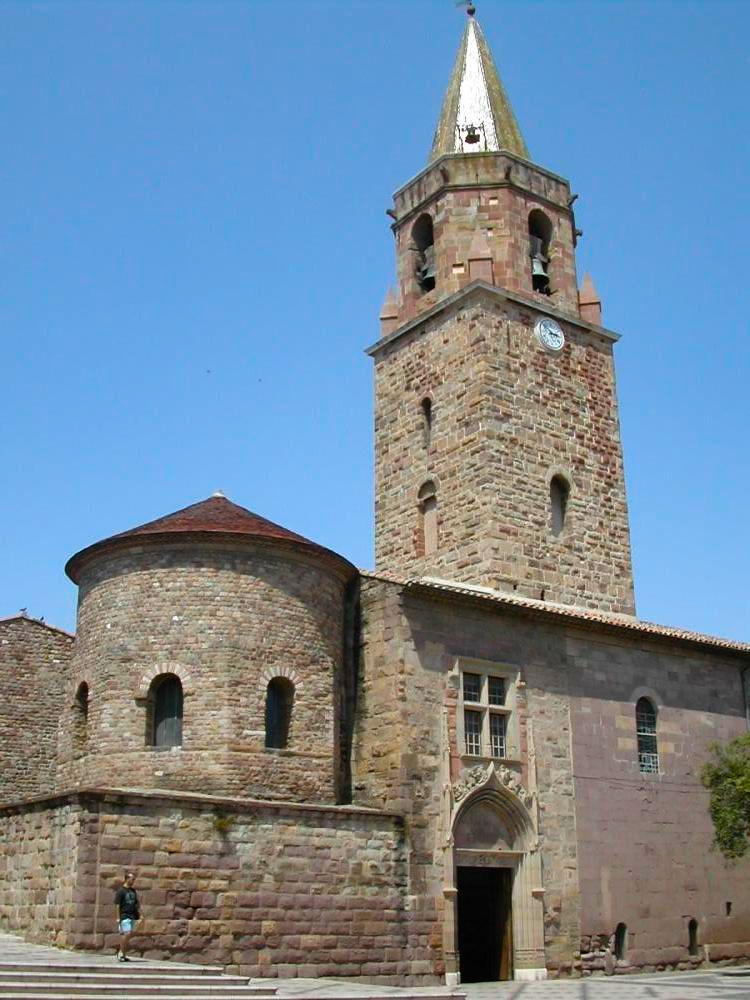
Catedral de Saint-Léonce de Fréjus

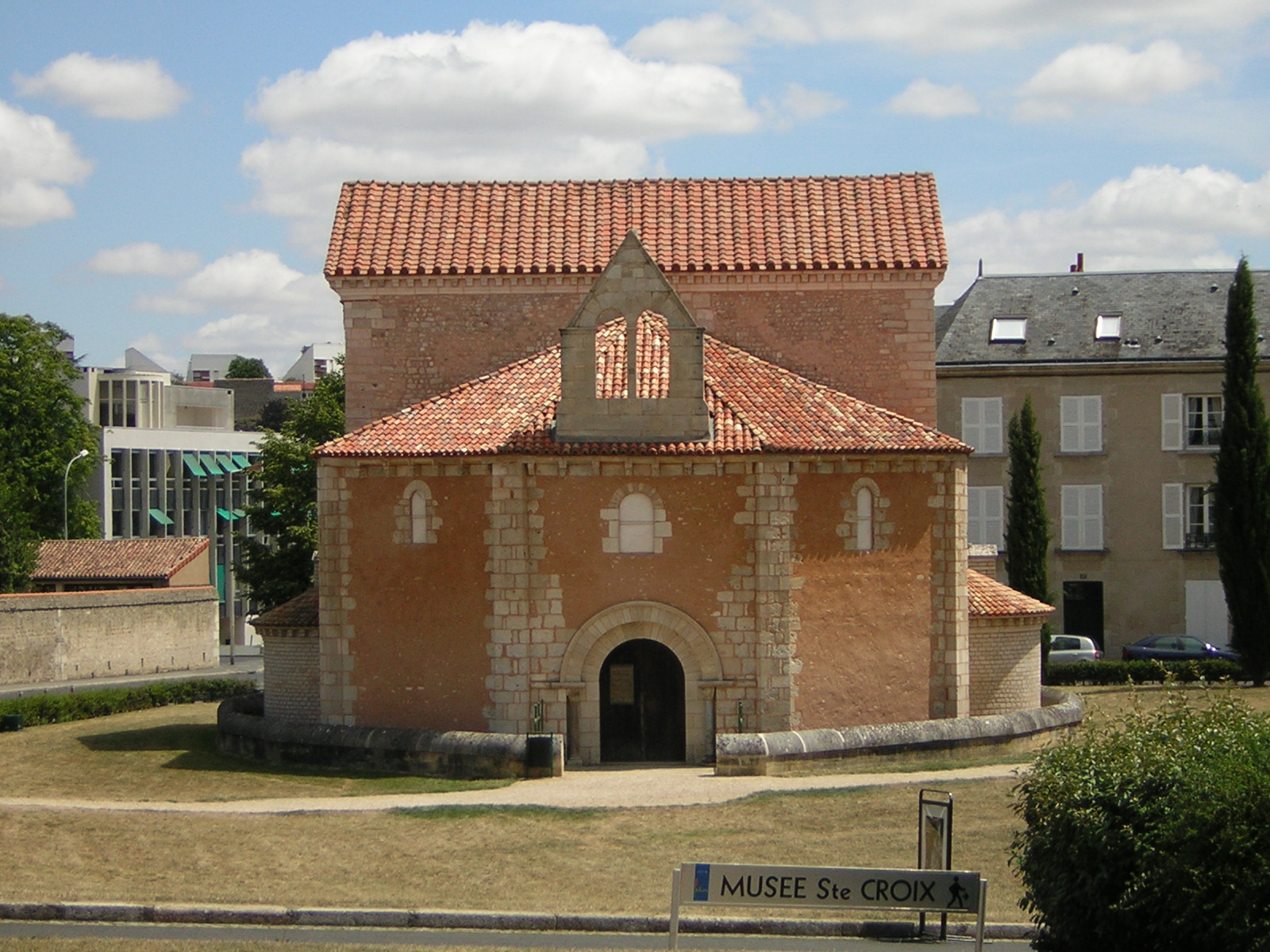
Baptisterio de San Juan de Poitiers

La arquitectura merovingia es la arquitectura que se desarrolló en los territorios gobernados por los francos, entre los siglos V y VIII, en la antigua Galia y la Galia Bélgica. El nombre proviene de los merovingios, una dinastía real altomedieval que comenzó con Meroveo en el año 450, y terminó con el último exiliado Childerico III en 751, para dar inicio a la dinastía carolingia con Pipino el breve.
Clodoveo I, durante su reinado (r. 481–511) reunió un gran territorio bajo su control y eligió la fe cristiana al ser bautizado en el cambio del siglo VI (496 o 506). Tanto él como sus sucesores, como los demás pueblos cristianos, erigieron edificios nuevos, especialmente iglesias y monasterios, que hicieron de centros culturales pero también, sobre todo, de bases para la irradiación del poder central. Decayeron todas durante los últimos reinados de la dinastía merovingia pero fueron brillantemente restauradas por Carlomagno a finales del siglo VIII y principios del siguiente.
Los ejemplos que sobreviven no son muchos, como en general en toda la arquitectura altomedieval, pero sí son significativos. Hoy en día, a pesar de las reformas de la mayoría de las edificaciones, se conocen las principales características originales de la arquitectura merovingia sobre todo gracias a la arqueología. Las plantas de iglesias a menudo retoman la planta de las basílicas civiles romanas y de las primeras basílicas cristianas, con influencias de la arquitectura coetánea en el Imperio Romano de Oriente, especialmente de Siria y Armenia. Tienen  como característica propia una torre dispuesta sobre el incipiente crucero que servía de linterna y acaso de campanario y terminaba en un elevado y agudo chapitel todo de madera.
En la parte oriental del reino franco la arquitectura fue a menudo de madera, mientras que el uso de la piedra era más común en el oeste y en el sur.
Gregorio de Tours en la Historia francorum  describió la basílica de San Martín de Tours, establecida por San Perpetuo, obispo entre 460 y 490, ya destruida en la época de Gregorio: decorada con 120 columnas de mármol y mosaicos, tenía torres en el lado oriental.
Un elemento típico de la arquitectura merovingia, tal vez originado precisamente en Tours, es la presencia del sarcófago o del relicario  de los santos venerados en los santuarios, colocados en una posición elevada detrás del altar, tal vez en el ábside, de manera que fuesen visibles para los fieles. Entre otras grandes obras de la época, ahora perdidas tras las reconstrucciones posteriores, destacan la abadía de Saint-Denis, cerca de París, la basílica de San Gereón, en Colonia, y la abadía de Saint-Germain-des-Prés, en París, descritos como muy bien decoradas.
Los edificios que sobreviven son edificios más pequeños y modestos, especialmente baptisterios. Tres baptisterios octogonales están en  Aix-en-Provence, Riez y Fréjus,  cada uno cubierto con una cúpula sostenida por pilastras, haciéndose eco de como la iglesia de San Giorgio a Ezra'a en Siria. Diferentes son los ejemplos de la Provenza, como el baptisterio de San Juan de Poitiers (siglos VI-VII), que tiene una forma rectangular con tres ábsides y conserva, entre otras cosas, los capiteles de mármol originales.
Algunas criptas —pequeños edificios abovedados— han llegado hasta nuestros días: en la basílica de Saint-Seurin de Burdeos, en la iglesia de Saint-Laurent de Grenoble y en la abadía de Notre-Dame de Jouarre. Tuvieron un papel importante, ya que custodiaban las reliquias de los santos, objetos de especial veneración.

## Galería de imágenes

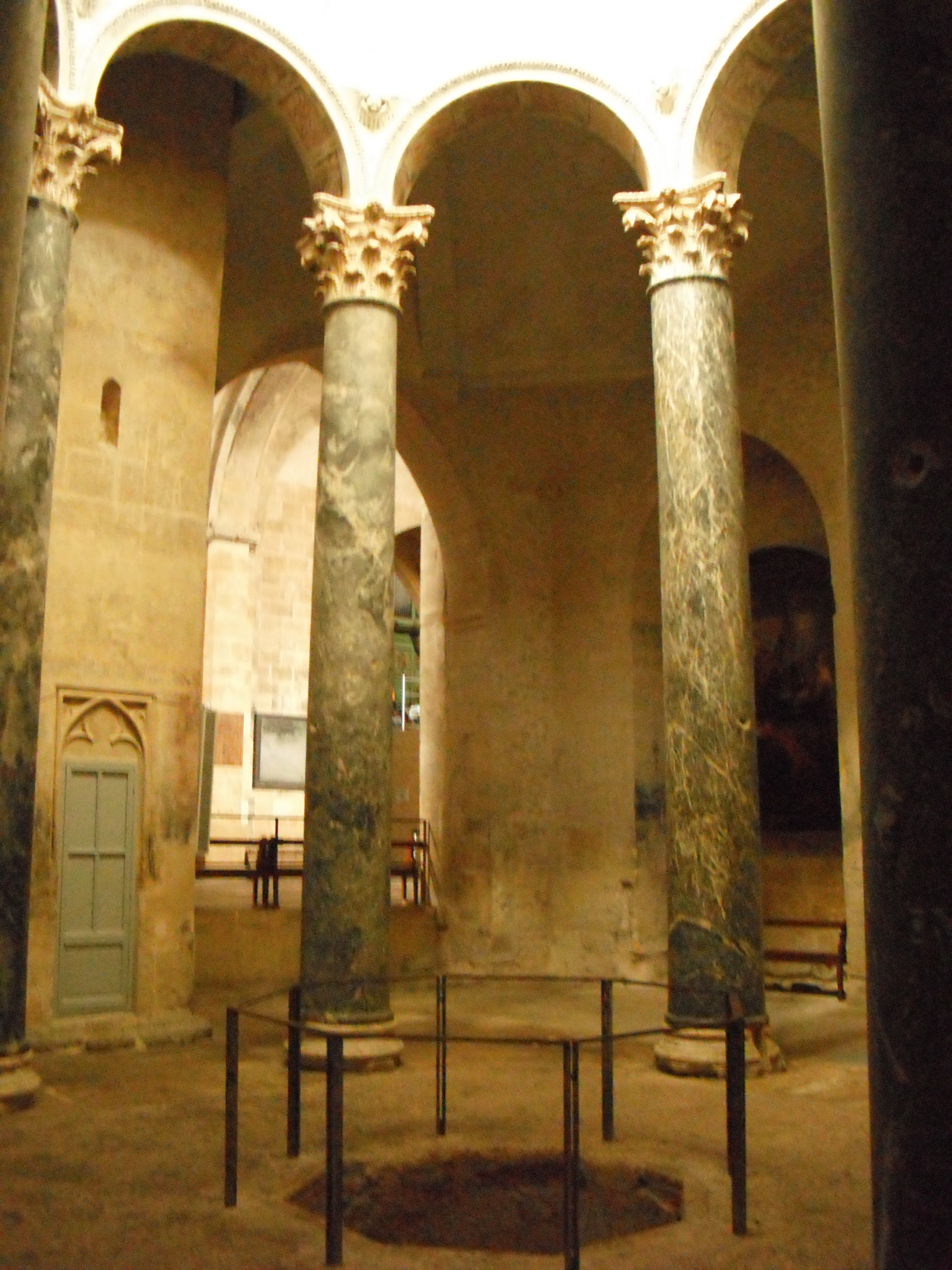
Baptisterio de Aix-en-Provence
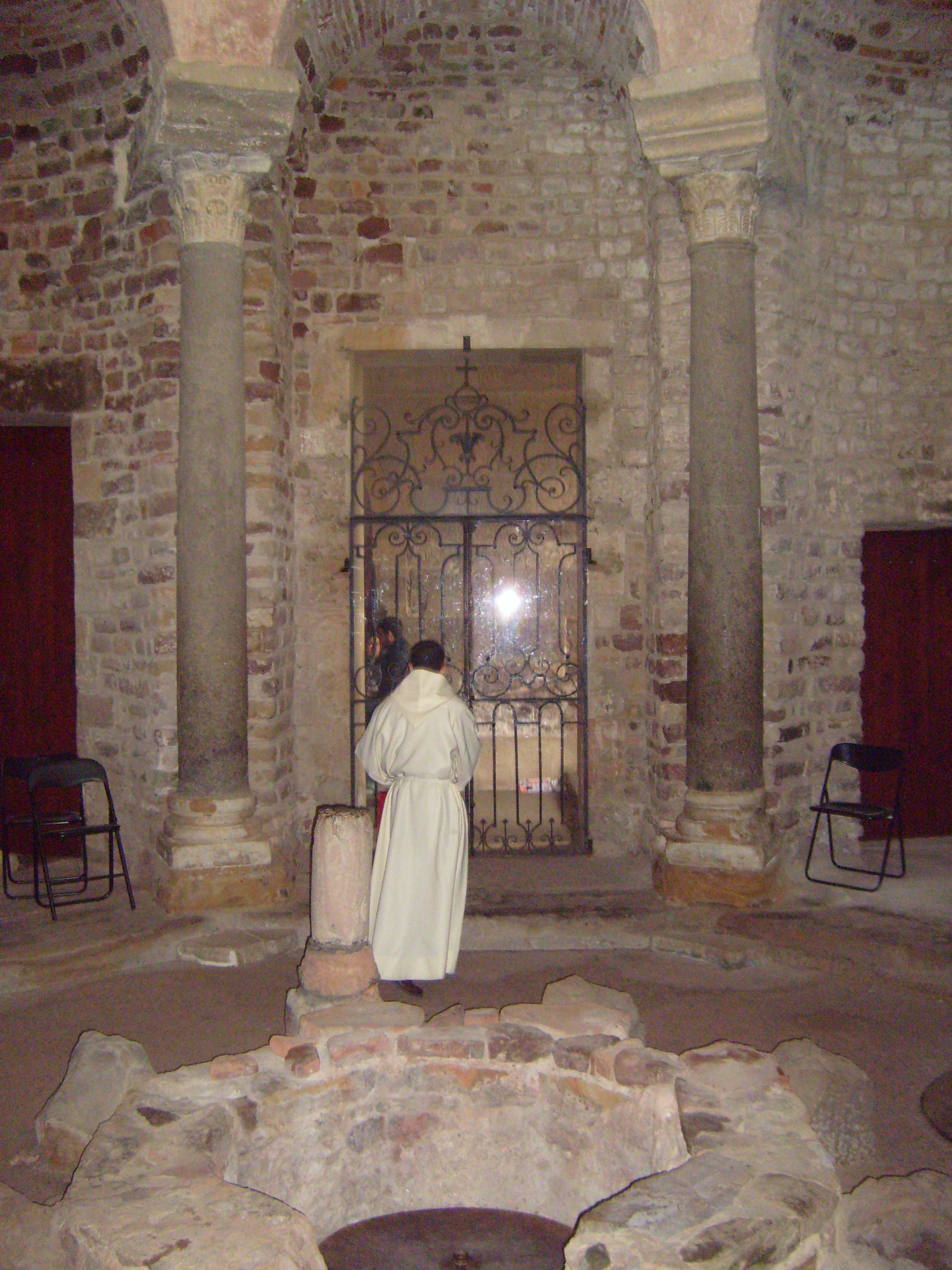
Baptisterio de Fréjus
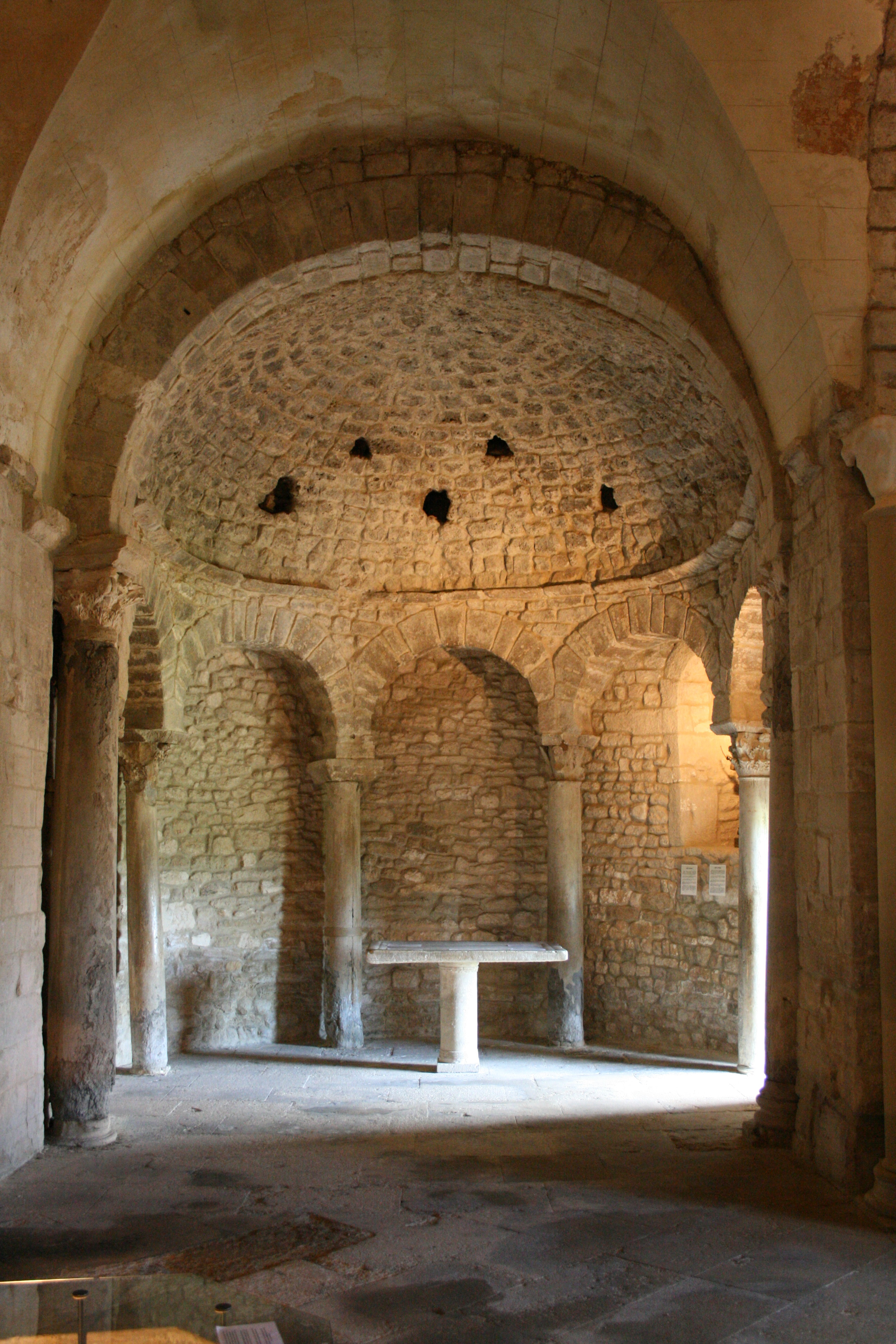
Baptisterio de Venasque
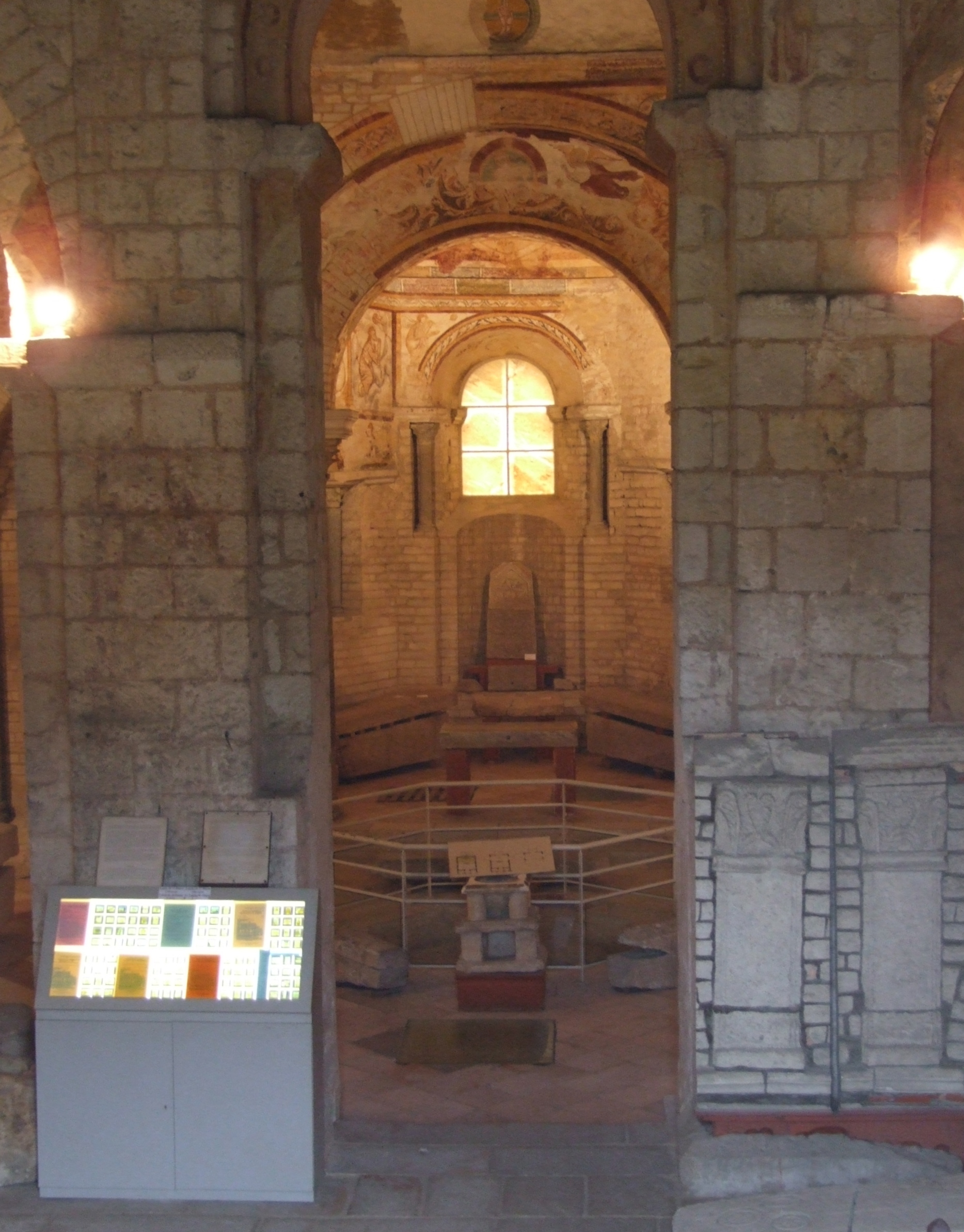
Baptisterio de San Juan de Poitiers
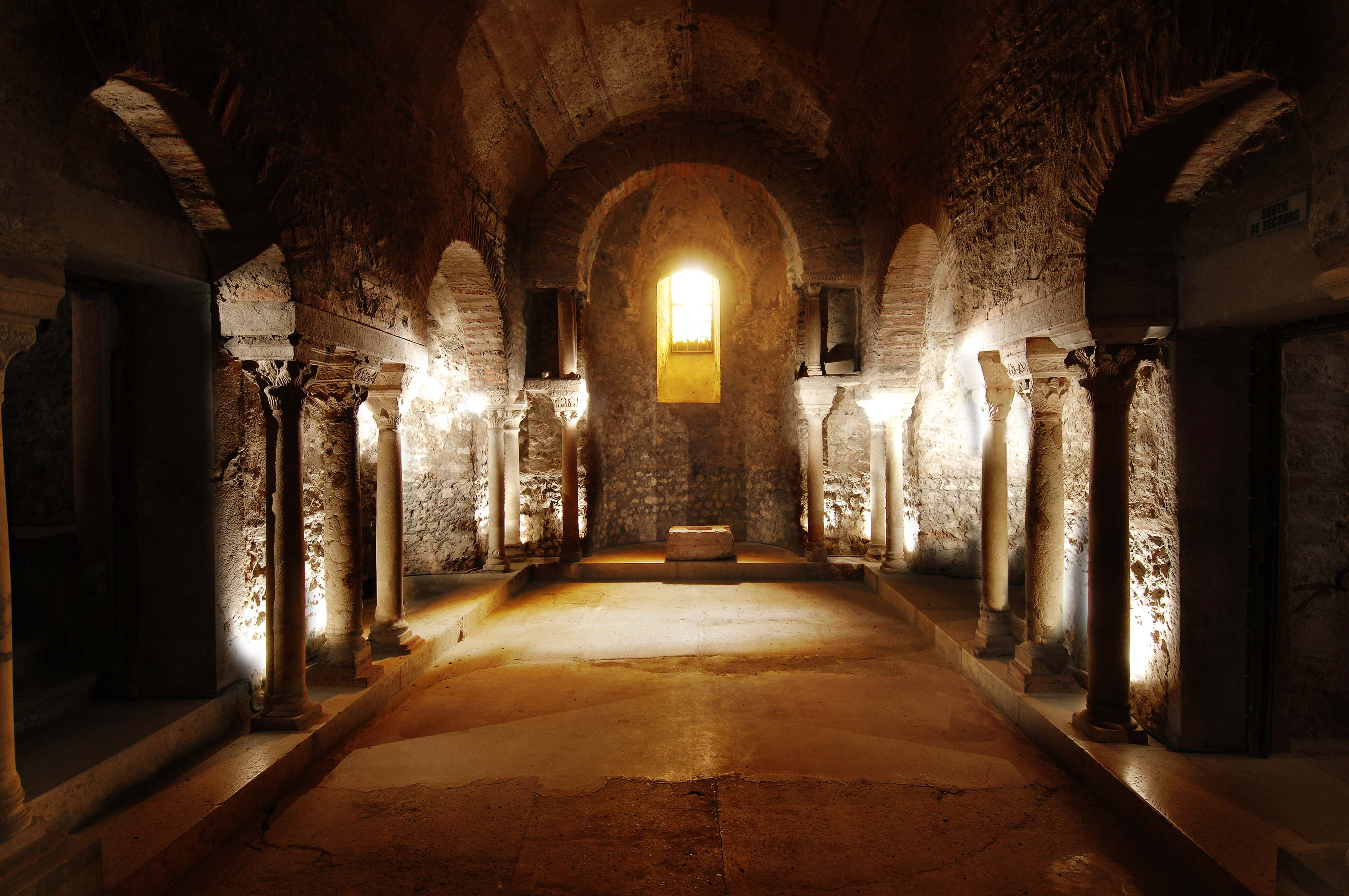
Cripta de Saint-Laurent en Grenoble
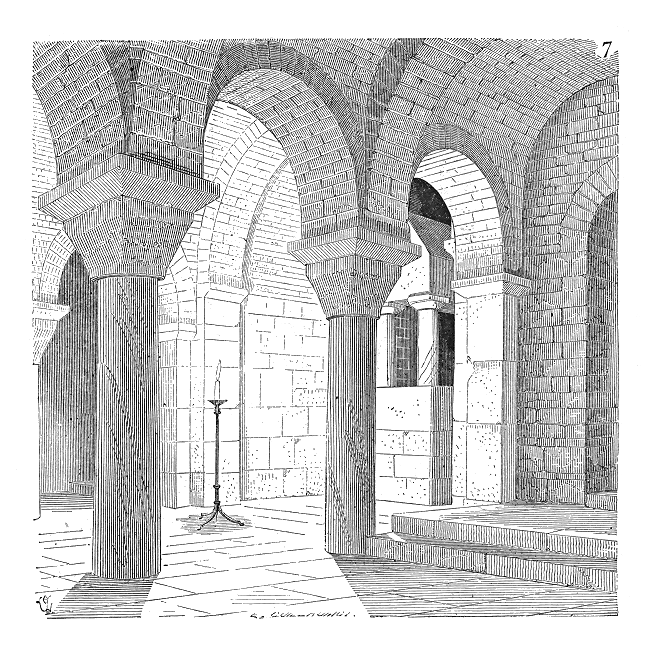
Cripta de la basílica de Saint-Seurin en Burdeos